# Восхождение тёмного ангела
«Восхождение тёмного ангела» (англ. Dark Angel: The Ascent) — direct-to-video фильм 1994 года режиссёра Линды Хассани. Съёмки фильма проходили в Румынии, в одном из старинных замков.

## Сюжет
Начало показывает картину ада и мучающихся грешников. Падшего ангела Веронику мучают видения о мире наверху под голубым небом. Опасаясь угроз со стороны безжалостного отца, Вероника вместе со своей собакой через тайный портал сбегает из ада на Землю. Здесь она обнаруживает одну жестокость и насилие. Теперь её цель — беспощадное и жестокое искоренение зла. Попутно она влюбляется во врача Макса Барриса, который помог вылечить её раны.

## В ролях
- Энджела Фэзерстоун — Вероника
- Дэниел Маркелл — Макс Баррис
- Майк Дженовезе
- Шарлотта Стюарт — мать Тереза
- Николас Уорт — отец Хелликин
- Майкл С. Мэхон
- Милтон Джеймс
- Ион Гайдук
- Константин Драганеску
- Флорин Ионеску